# Arcsinus

De arcsinus, ook boogsinus, aangeduid door {\displaystyle \mathrm {asin} ,\arcsin ,\mathrm {bgsin} } of {\displaystyle \sin ^{-1}}, is een cyclometrische functie in de wiskunde die de inverse functie is van de sinus. 
Het resultaat van de arcsinus is de hoek tussen {\displaystyle -\pi /2} en {\displaystyle \pi /2} waarvan de sinus het argument als waarde heeft. Het domein is {\displaystyle [-1,1]} en het bereik is vastgesteld op {\displaystyle [-\pi /2,\pi /2]}. De laatste beperking is nodig vanwege het periodieke karakter van de sinus. 
De grafiek van {\displaystyle y=\arcsin x} is het spiegelbeeld van de grafiek van de beperkte sinus ten opzichte van de lijn {\displaystyle y=x}.

## Definitie
De functie {\displaystyle \arcsin } is gedefinieerd voor {\displaystyle x\in [-1,1]} door de relatie
{\displaystyle \arcsin(x)=\alpha \quad \Longleftrightarrow \quad \alpha \in [-{\tfrac {1}{2}}\pi ,{\tfrac {1}{2}}\pi ]{\mbox{ en }}\sin(\alpha )=x}
In woorden: de hoek of boog waarvan de sinus {\displaystyle x} is, is gelijk aan {\displaystyle \alpha }.

## Machtreeks
De arcsinus heeft de reeksontwikkeling:
{\displaystyle \arcsin(x)=\sum _{n=0}^{\infty }{\frac {\Gamma (n+{\frac {1}{2}})}{{\sqrt {\pi }}(2n+1)n!}}x^{2n}}
Daarin is {\displaystyle \Gamma } de gammafunctie.

## Afgeleide
De afgeleide van de arcsinus is:
{\displaystyle {{\rm {d}} \over {\rm {d}}x}\arcsin(x)={1 \over {\sqrt {1-x^{2}}}}}
voor {\displaystyle x\in (-1,1)}.